# مارتي بيري
مارتي بيري (بالإنجليزية: Marty Berry)‏ هو لاعب اتحاد الرغبي نيوزلندي، ولد في 13 يوليو 1966 في ويلينغتون في نيوزيلندا.